# Грувбокс
Грувбо́кс (c англ. Groove-box — грув-коробка, от музыкального термина грув) — электронный музыкальный инструмент, предназначенный для создания и исполнения электронной музыки.
Впервые термин Groovebox был применен фирмой-производителем Roland применительно к модели MC-303, и с тех пор применяется для обозначения данного класса музыкальных инструментов.
Одной из основных характеристик грувбокса является его интерактивность, которая позволяет использовать его для живого исполнения электронной музыки.

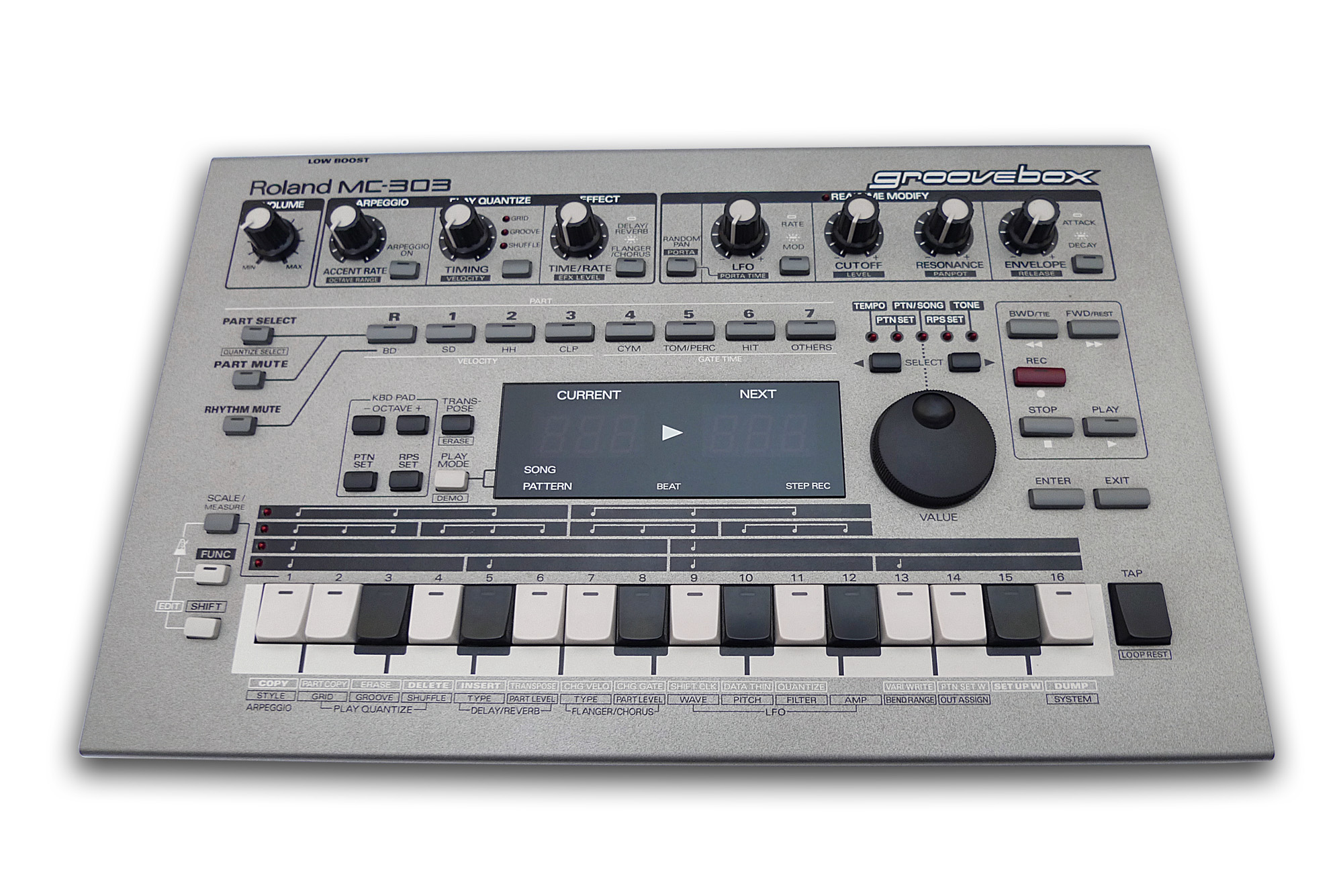
Первый грувбокс Roland MC-303

## Основные модули грувбокса
- Источник звука — синтезаторный модуль с набором звуков ударных и других инструментов или семплер, или их комбинация.
- Музыкальный секвенсер — модуль для программирования и воспроизведения партий (дорожек)инструментов.
- Процессор эффектов — встроенный блок эффектов, таких как delay, реверберация, хорус и др.
- Панель управления — содержит набор кнопок, регуляторов, экран и другие управляющие элементы.

Также в конструкцию грувбокса могут быть включены встроенные носители данных на флеш-памяти, жёстких дисках, а также интерфейсы для чтения данных с внешних носителей — дискет, кардридеры для флеш-памяти, USB и SCSI интерфейсы, встроенный или внешний привод CD-ROM.
Грувбоксы как правило имеют основной стерео-выход, выход для наушников, некоторые модели могут иметь дополнительные аудиовыходы, цифровые выходы формата S/PDIF, а также входы для семплирования внешнего аудиосигнала и его обработки встроенными процессорами эффектов.

## Создание и исполнение музыки с использованием грувбокса

### Концепция
Концепция грувбоксов состоит в том, чтобы предоставить музыканту в одном устройстве максимальный набор возможностей для создания полноценных композиций и их воспроизведения в реальном времени, с возможностью производить изменения в звучании во время исполнения заранее запрограммированных в грувбокс частей произведения.

### Режимы работы
Грувбокс как правило имеет несколько базовых режимов работы.
- System setup (configuration) mode — режим, в котором производятся глобальные настройки параметров инструмента, которые применяются постоянно и активны в любых других режимах работы инструмента.
- Pattern mode — режим программирования паттернов, представляющий возможность запрограммировать ноты и длительности нот на временной шкале каждого патча.
Паттерн объединяет в себе запрограммированные секвенции для каждого из патчей (звуков инструментов), которые должны одновременно звучать при последующем воспроизведении. Для каждого инструмента выделена отдельная дорожка (трек), на которой может быть записана секвенция.
Программирование паттернов как правило представляет собой пошаговый ввод нот или других событий в секвенции, и при необходимости запись изменения значений управляющих контроллеров. Традиционно в базовом режиме паттерны в грувбоксах программируются по 16 шагов на 1 музыкальный такт размера 4/4, что соответствует разрядности в длительность ноты 1/16. Размер (длина паттерна в длительностях) и разрядность могут быть изменены при программировании паттерна.
Таким образом, запрограммированный паттерн представляет собой набор параллельных полифонически звучащих секвенций. При воспроизведении паттерна грувбокс проигрывает секвенцию с начала до конца в режиме цикла. Паттерн сохраняется во внутренней или внешней памяти грувбокса. 
 Во время воспроизведения музыкант имеет возможность отключать треки отдельных инструментов (все сразу или выборочно), включать режим соло для выбранной дорожки, а также управлять характером звучания выбранных патчей при помощи регуляторов и кнопок на панели управления. Многие грувбоксы дают пользователю возможность вносить изменения в секвенции в режиме воспроизведения паттерна, что позволяет вносить дополнительную интерактивность в процесс.
Режим паттерна является основным режимом работы большинства грувбоксов. При живом исполнении музыки при помощи грувбокса, музыканты включают заранее запрограммированные паттерны, используя их как основу для исполняемого произведения, и затем производят изменения композиции в реальном времени. Также в режиме воспроизведения можно выбрать на панели управления, какой паттерн будет играть следующим, и грувбокс перейдёт к его воспроизведению по окончании текущего паттерна.
- Song mode — режим программирования «песни». В этом режиме программируется последовательность паттернов. Программирование происходит в пошаговом режиме, где каждый шаг — это один паттерн. Для данного шага есть возможность сохранить, какие треки паттерна были включены в данный момент, и некоторые другие параметры воспроизведения паттерна. Таким образом можно запрограммировать аранжировку композиции, используя заранее подготовленный паттерн (один или несколько), записывая последовательность включения-выключения секвенций на каждом шаге аранжировки.
Запрограммированные «песни» также сохраняются во внутреннюю или на внешнюю память грувбокса. В дальнейшем они воспроизводятся в режиме Song mode аналогично режиму Pattern mode.
- Patch mode — в этом режиме производится изменение параметров патча, позволяющее пользователю создать и сохранить в памяти грувбокса свои настройки для определённого звука.

## Наиболее известные модели грувбоксов

### Roland
- MC-303
- MC-307
- MC-505
- MC-909
- MC-808
- D-2
- MC-101
- MC-707

### Korg
- Electribe EM-1
- Electribe MX (EMX)
- Electribe SX (ESX)

### Yamaha
- RM1X
- RS-7000
- DJXII

### AKAI
- MPC-60
- MPC-60 MKII
- MPC-3000
- MPC-2000 classic
- MPC-2000xl
- MPC-1000
- MPC-2500

### Elektron
- Machinedrum
- Monomachine
- Octatrack
- Analog Four
- Analog Rytm

### Quasimidi
- Rave-O-Lution 309